# الزرائب
قرية الزرائب هي إحدى القرى التابعة لمركز أبو تشت في محافظة قنا في جمهورية مصر العربية. حسب إحصاءات سنة 2006، بلغ إجمالي السكان في الزرائب 6368 نسمة، منهم 3212 رجل و3156 امرأة.